# Sanica (Fluss)
Die Sanica (serbisch-kyrillisch Саница) ist ein Fluss im Nordwesten von Bosnien und Herzegowina. Sie entspringt nahe dem nach ihr benannten Ort Sanica und wird von drei unterschiedlichen Karstquellen gespeist. Sie mündet bei Vrhpolje in die Sana. Die Sanica ist von der Quelle bis zur Einmündung in die Sana 22 Kilometer lang und wegen ihres Fischreichtums bei Anglern sehr beliebt.